# Томас, Уильям Лусон
Уильям Лусон Томас (англ. William Luson Thomas; 4 декабря 1830, Лондон, Великобритания — 16 октября 1900) — британский гравёр по дереву, иллюстратор и издатель, основатель нескольких британских газет. 

## Биография
Уильям Лусон Томас родился 4 декабря 1830 года в Лондоне, Великобритания. Работал гравёром в Париже, где ассистировал известному гравёру Уильяму Джеймсу Линтону. 
Уильям Томас был другом Чарльза Диккенса и, так же как и Диккенс, являлся сторонником социальных реформ: был близок Либеральной партии Великобритании, одной из целей которой была борьба с бедностью и социальной несправедливостью. Одно время работал в первой в мире иллюстрированной газете «The Illustrated London News», где убедился, что фотографии могут оказывать сильное влияние на общественное мнение, особенно в политических вопросах. 
В декабре 1869 года основал вместе с единомышленниками новую еженедельную иллюстрированную газету — «The Graphic», для работы над которой привлёк множество художников. Издание «The Graphic» было успешным бизнесом, на 1882 год Томасу принадлежали 3 здания, в которых располагалось издательство газеты и работало несколько сотен сотрудников. В 1889 году Томас и его компания H. R. Baines & Co. начали издавать первую в Великобритании ежедневную иллюстрированную газету «The Daily Graphic». Томас надеялся, что иллюстрированные новости будут вдохновлять людей на борьбу с различными пороками викторианского общества, такими как бедность и преступность. Его газеты приобрели значительную аудиторию по всей Британской империи и в Соединённых Штатах. 
Уильям Лусон Томас умер 16 октября 1900 года. После его смерти управлять компанией HR Baines and Co. стал его сын, Кармайкл Томас (Carmichael Thomas).  
Его седьмой сын Джордж Холт Томас был директором и генеральным менеджером «The Graphic», он основал журналы «The Bystander» и «Empire Illustrated». Также был пионером в авиационной промышленности Великобритании, основав в 1906 году компанию Airco. 
«The Graphic» перестала публиковаться в 1932 году. 